# Sophie Schloss
Sophie Schloss (auch Schloß), verh. Gurau, auch Schloß-Guhrau (* 12. Dezember 1821 in Frechen bei Köln; † 15. Mai 1903 in Düsseldorf) war eine Sängerin (Mezzosopran/Alt) und neben Jenny Lind und Clara Novello eine der berühmtesten Sängerinnen des 19. Jahrhunderts.

## Leben
Sophie Schloss war die Tochter „des Sprachlehrers und Leihbibliotheksbesitzers Josua Schloss (1792–1866) und seiner Frau Sibilla Levy (1800–1881)“. Sie erhielt ihren ersten Gesangsunterricht von dem Domkapellmeister Carl Leibl in Köln. 1836 debütierte Sophie Schloss in Köln in einem Konzert von Leibl mit einer Arie von Paër und Rossini sowie einem Lied von Mendelssohn. Im selben Jahr hatte sie in Düsseldorf die Gelegenheit Felix Mendelssohn Bartholdy vorzusingen, der in einem Brief an ihren Vater u. a. urteilte: „Dlle. Sophie Schloß [...] besitzt eine ausgezeichnet schöne, kräftige, wohltönende Mezzosopranstimme, die an Reinheit und Gediegenheit des Klanges wenig zu wünschen übriglassen dürfte.“ Daraufhin studierte sie ab Frühjahr 1837 zwei Jahre lang bei Marco Bordogni in Paris.

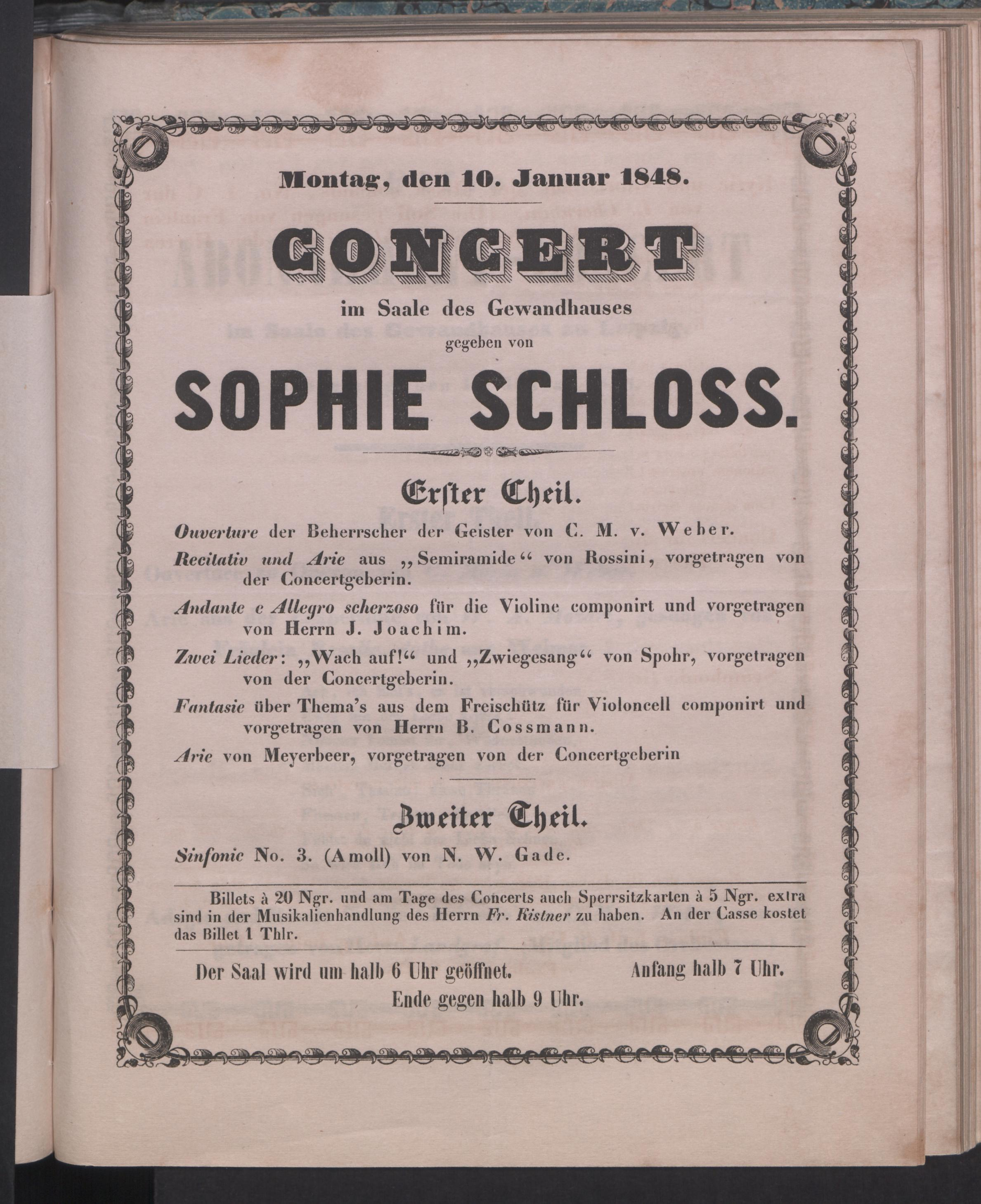
Programmzettel zu einem Konzert der Sängerin Sophie Schloss am 10. Januar 1848 im Leipziger Gewandhaus

Sie gab ab 1839 in Deutschland zahlreiche Konzerte u. a. in Köln, mehrmals auf den Niederrheinischen Musikfesten sowie, auf Empfehlung Mendelssohns hin, als Solistin der Leipziger Gewandhauskonzerte, außerdem trat sie in Frankfurt, Düsseldorf, Berlin, Halle und Weimar auf. In den 1840er Jahren gab sie auch Konzerte in Trier und wiederholt Tourneen in England. 1841/42 sowie 1852 unternahm sie eine Konzertreise in die Niederlande. Ab 1850 lebte sie in Düsseldorf und heiratete am 17. Januar 1854 den Hamburger Kaufmann Siegfried Fabian Gurau. Nach seinem frühen Tod, bereits Ende 1854, lebte sie als Gesangslehrerin in Köln und Düsseldorf.
Robert Schumann widmete ihr sein op. 107 Sechs Lieder für eine Singstimme mit Pianoforte.
Die Allgemeine musikalische Zeitung rühmte ihre Stimme 1847 folgendermaßen: „Fräulein Schloss besitzt eine der schönsten, klangvollsten, gleichmässigsten und wohlgeschultesten Stimmen. Alle Arten von Passagen perlen in kecker Volubilität leicht, deutlich und ungezwungen hervor. Nur der Triller gelingt der Sängerin nicht.“ Die Berliner Musikzeitung urteilte 1849, sie habe eine „eigenthümliche, edle Ausdrucksweise und schöne Stimme“. In der Berliner Musik-Zeitung Echo wurde sie 1852 in Anlehnung an die „schwedische Nachtigall“ Jenny Lind als „Nachtigall des Rheines“ gefeiert.

## Briefe
- Briefwechsel Robert und Clara Schumanns mit Jenny Lind-Goldschmidt, Wilhelmine Schröder-Devrient, Julius Stockhausen, Pauline Viardot-García und anderen Sängern und Sängerinnen, hrsg. von Jelena Josic, Thomas Synofzik, Anselm Eber und Carlos Lozano Fernandez (= Schumann-Briefedition, Serie II, Band 7), Köln 2023, S. 337–351.